# Harriet Hoctor
Harriet Hoctor (ur. 25 września 1905 w Hoosick Falls, zm. 9 czerwca 1977 w Arlington) – amerykańska balerina, baletnica, aktorka i śpiewaczka.